# Umbonia
Umbonia is een geslacht uit de familie van de doorncicaden Membracidae.

## Kenmerken
Deze cicade heeft een taai, doornachtig halsschild, dat probleemloos door huid en schoenzolen dringt. Verder heeft het dier een onderstandige kop, donkere vleugels en grote, uitpuilende rode ogen.

## Verspreiding en leefgebied
Dit geslacht komt voor in bosachtige streken in Noord- en Zuid-Amerika en in Zuidoost-Azië.

## Soorten
Soorten in dit geslacht zijn:
- Umbonia amazili
- Umbonia ataliba
- Umbonia crassicornis Amyot & Serville, 1843
- Umbonia curvispina
- Umbonia ermanni
- Umbonia formosa
- Umbonia gladius
- Umbonia lutea
- Umbonia octolineata
- Umbonia reclinata
- Umbonia reducta
- Umbonia richteri
- Umbonia signoreti
- Umbonia spinosa
- Umbonia struempeli